# Omar Sarbout
Omar Sarbout, né le 3 avril 1989 à Khouribga, est un footballeur marocain évoluant au poste de défenseur droit.

## Biographie
Lors de la saison 2013-2014, il inscrit deux buts en Botola 1 avec le club de l'OCK.

## Palmarès
- Champion du Maroc en 2015 avec le Wydad de Casablanca